# Strelakette
Die Strelakette ist ein Gebirgszug der Plessur-Alpen in Graubünden, Schweiz. Ihre höchste Erhebung ist der Guggernellgrat (2810 m).
Benannt ist die Strelakette nach dem Strelapass und dem Gipfel Strela (2636 m).

## Lage
Der Gebirgszug liegt zwischen den Talschaften Schanfigg/Welschtobel und Landwassertal mit den Ferienorten Arosa beziehungsweise Davos.

## Gliederung und bedeutende Gipfel
Vom Strelapass im Nordosten zur Furcletta im Südwesten lassen sich zwei parallele Gipfelreihen erkennen. Die nordwestliche Gipfelreihe, welche einen Teil der Aroser Dolomiten bildet, verläuft über Strela (2636 m), Chüpfenflue (2658 m), Mederger Flue (2674 m), Tiejer Flue (2781 m), Schiesshorn (2605 m), Leidflue (2560 m); die südöstliche als Teil der darüber liegenden Silvretta-Decke über Chörbsch Horn (2651 m), Amselflue (2781 m), Valbellahorn (2763 m), Guggernellgrat. Vom Strelapass zur Maienfelder (Aroser) Furgga dominiert die nordwestliche Gipfelreihe, danach die südöstliche. Die Wasserscheide wechselt mehrfach von der einen zur anderen Reihe, so bei der Latschüelfurgga, der Schwifurgga und der Maienfelder Furgga.

## Landschaft
In die Mulde zwischen beiden Reihen betten sich die Alpweiden von Altein Tiefenberg mit dem Alteinsee ein. Von dort aus verläuft via Murterus (rätoromanisch: Martiroz) ein interessanter Zugang zur Ramozhütte SAC im Welschtobel. Auf der Seite des Landwassertales befinden sich oberhalb einer Waldzone ausgedehnte Alpflächen, von denen aus sich die Gipfel verhältnismässig leicht erreichen lassen. Die höheren Gipfel sind meist vegetationslos, gegen Südosten in Schrofen und Schutthängen, gegen Nordwesten in gegliederten Felswänden abfallend. Die Felsen sind zwar nur mässig schwierig zu erklimmen, jedoch brüchig und vielerorts schuttbedeckt. Daher sind die höheren Gipfel nicht von Bergwanderern überlaufen, während sich die zahlreichen Passübergänge zwischen Schanfigg und Landwassertal mit markierten Wanderwegen eines grossen Zuspruchs erfreuen.

## Bilder

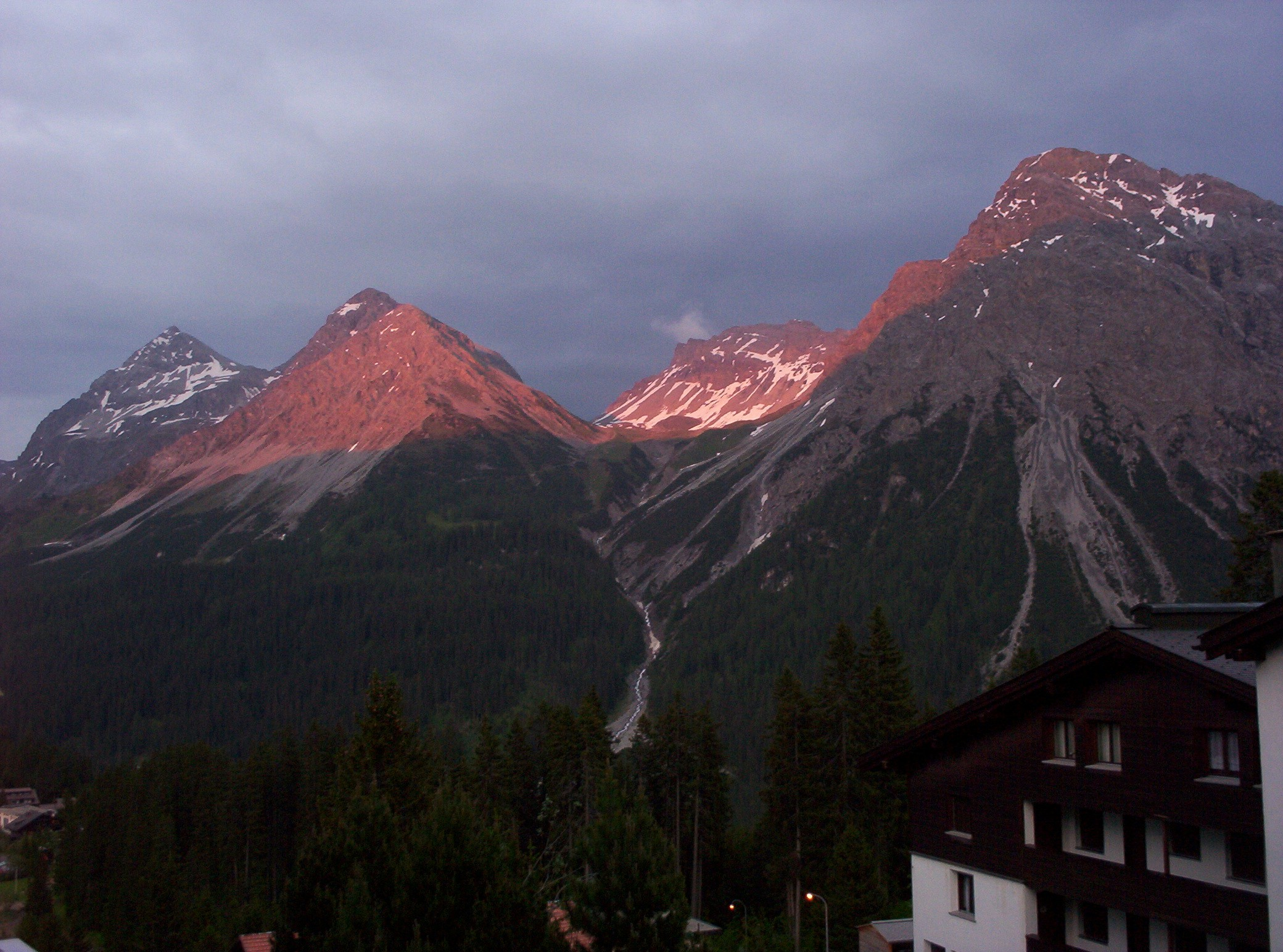
Teil der nordwestlichen Strelakette, von Arosa aus gesehen. In der Mitte die Maienfelder Furgga
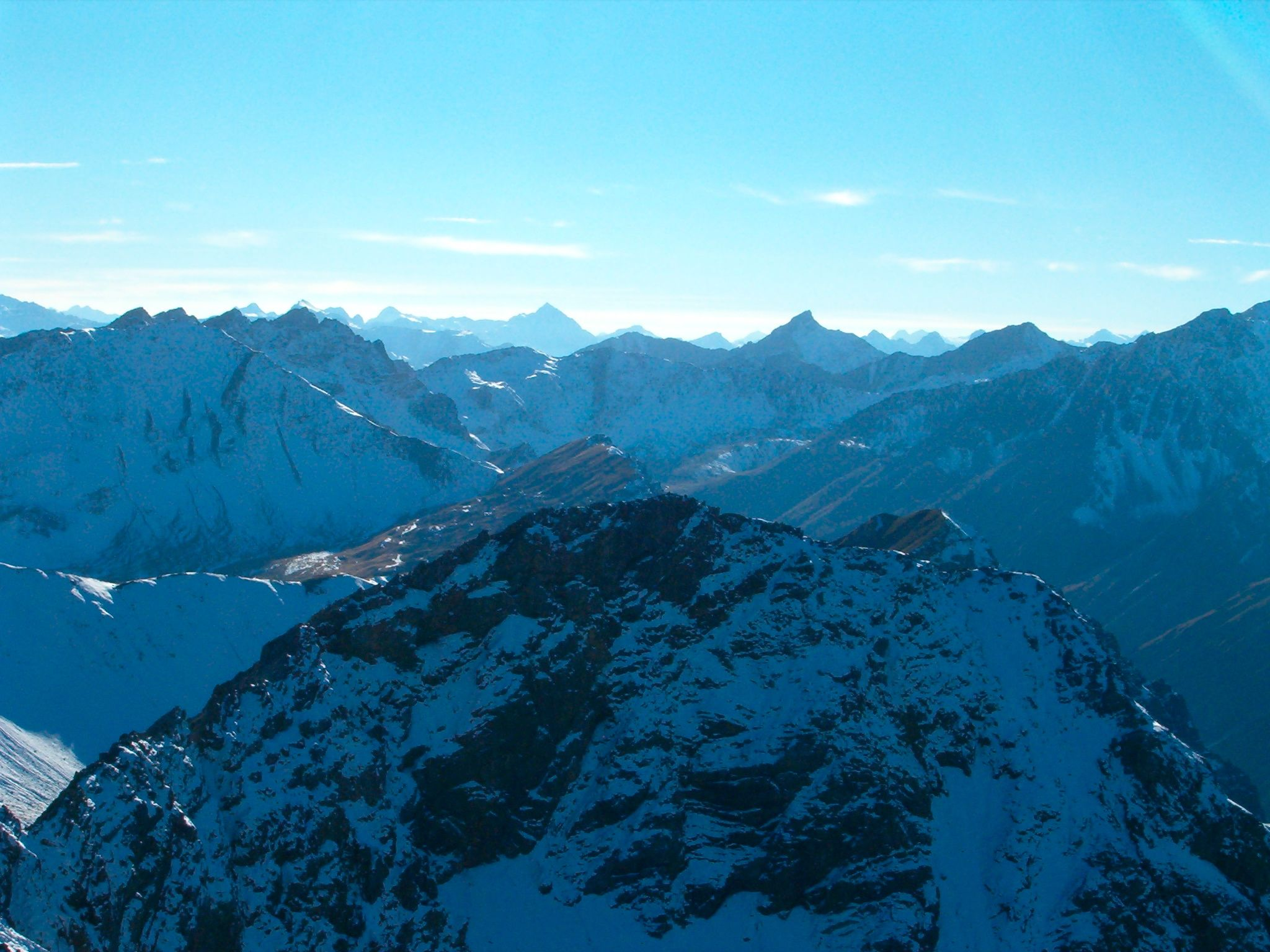
Strelakette, südwestlicher Teil
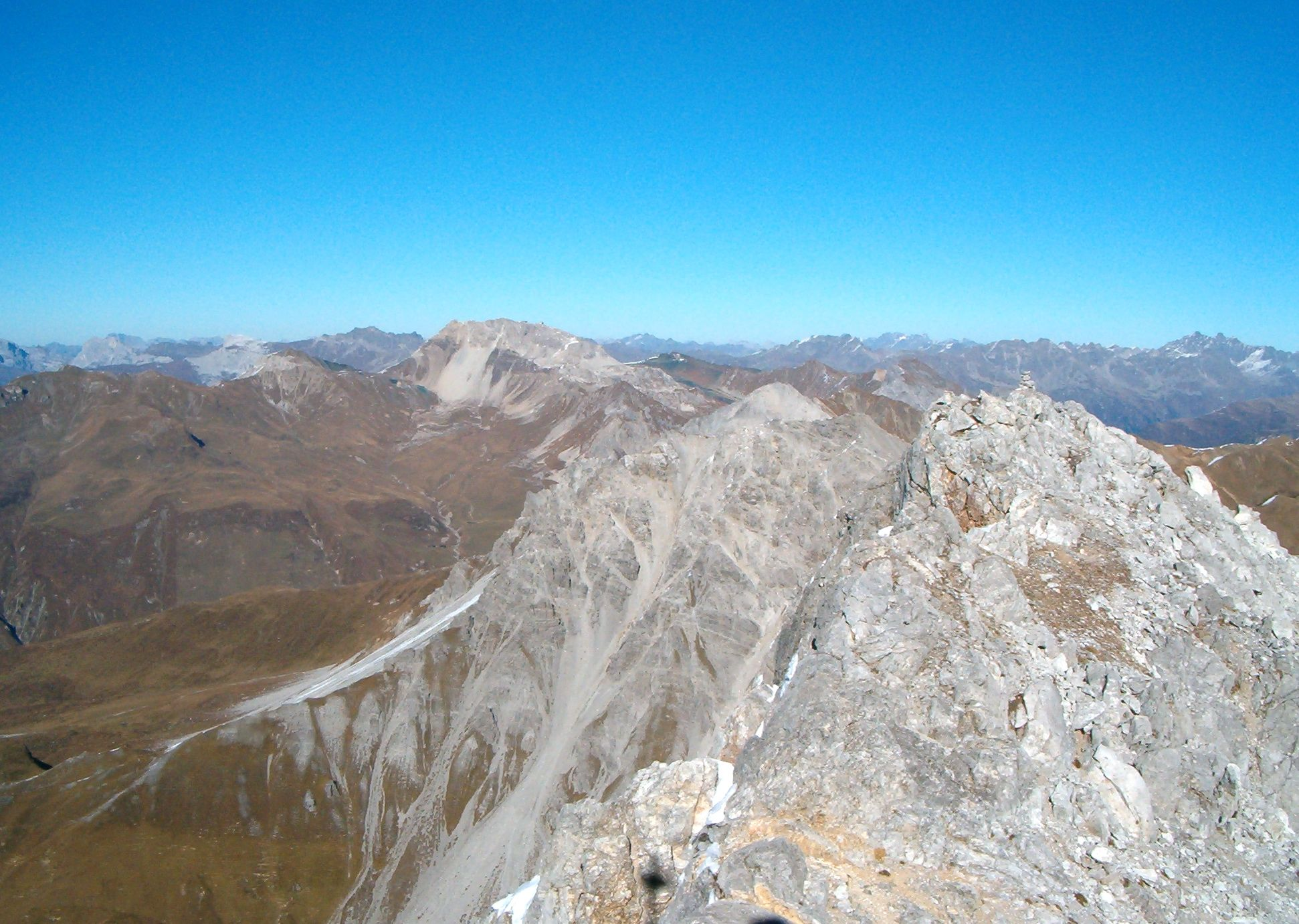
Strelakette, nordöstlicher Teil
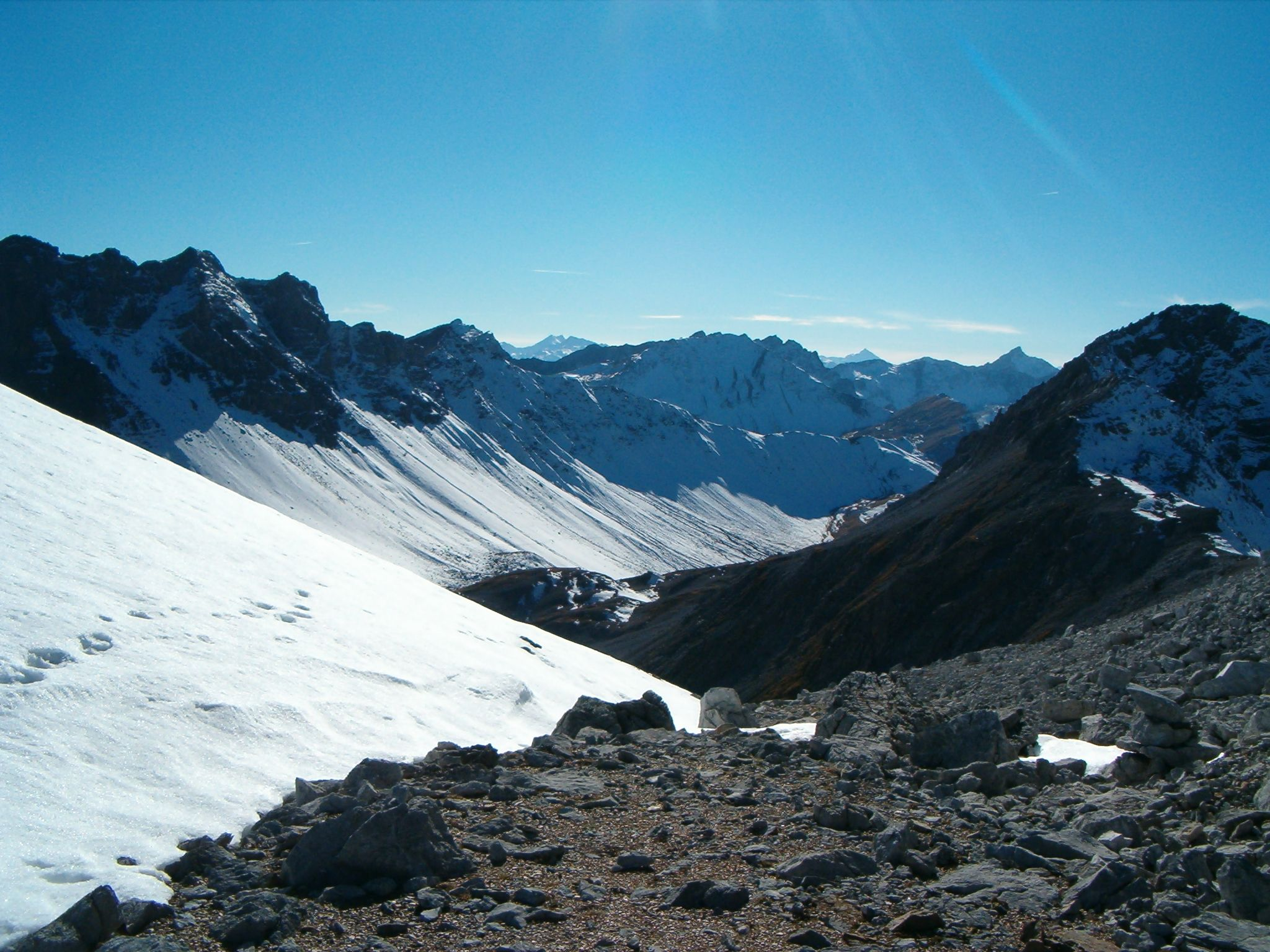
Mitten in der Strelakette, Blick nach Südwesten
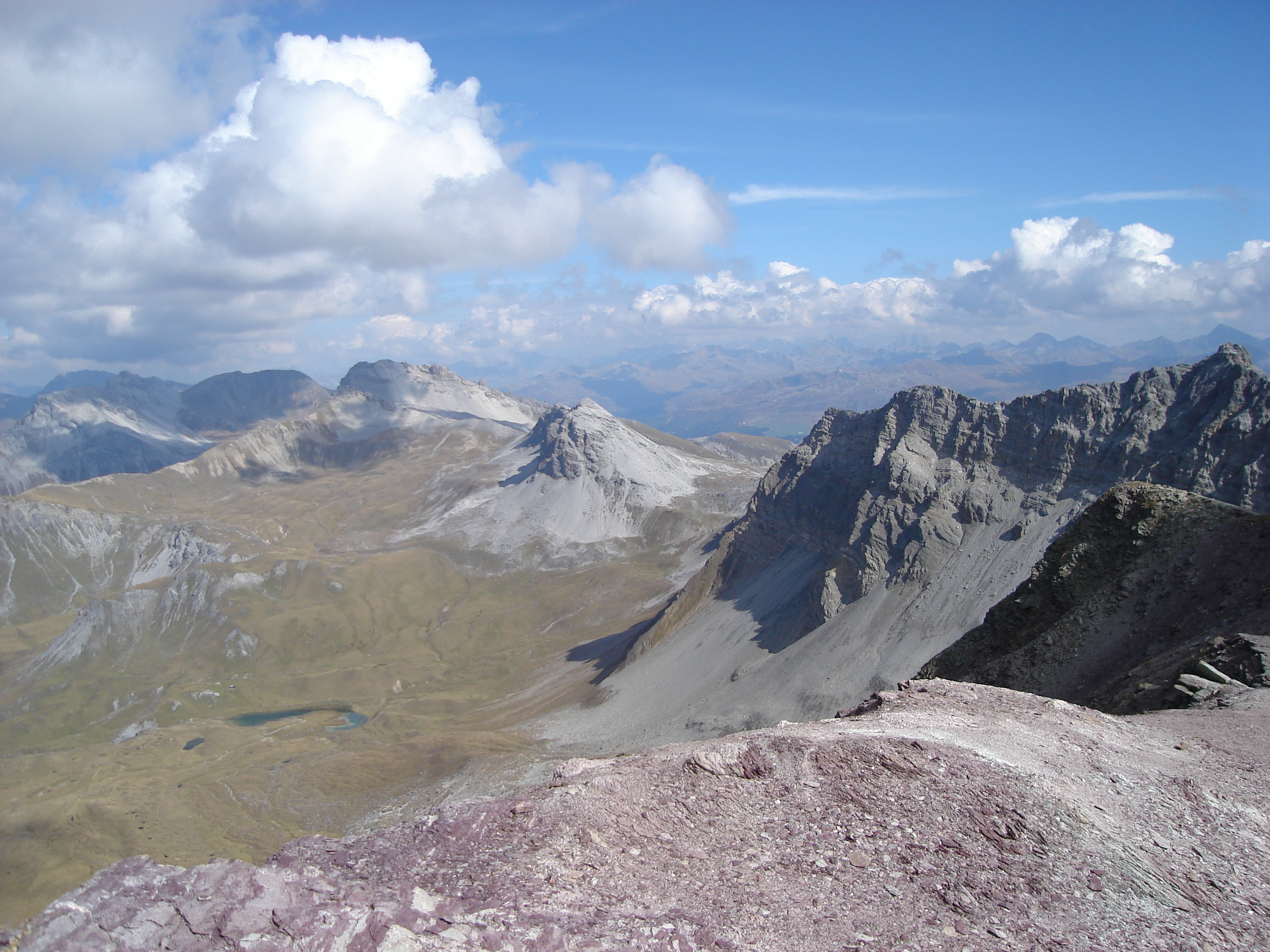
Blick vom Sandhubel Richtung Altein Tiefenberg
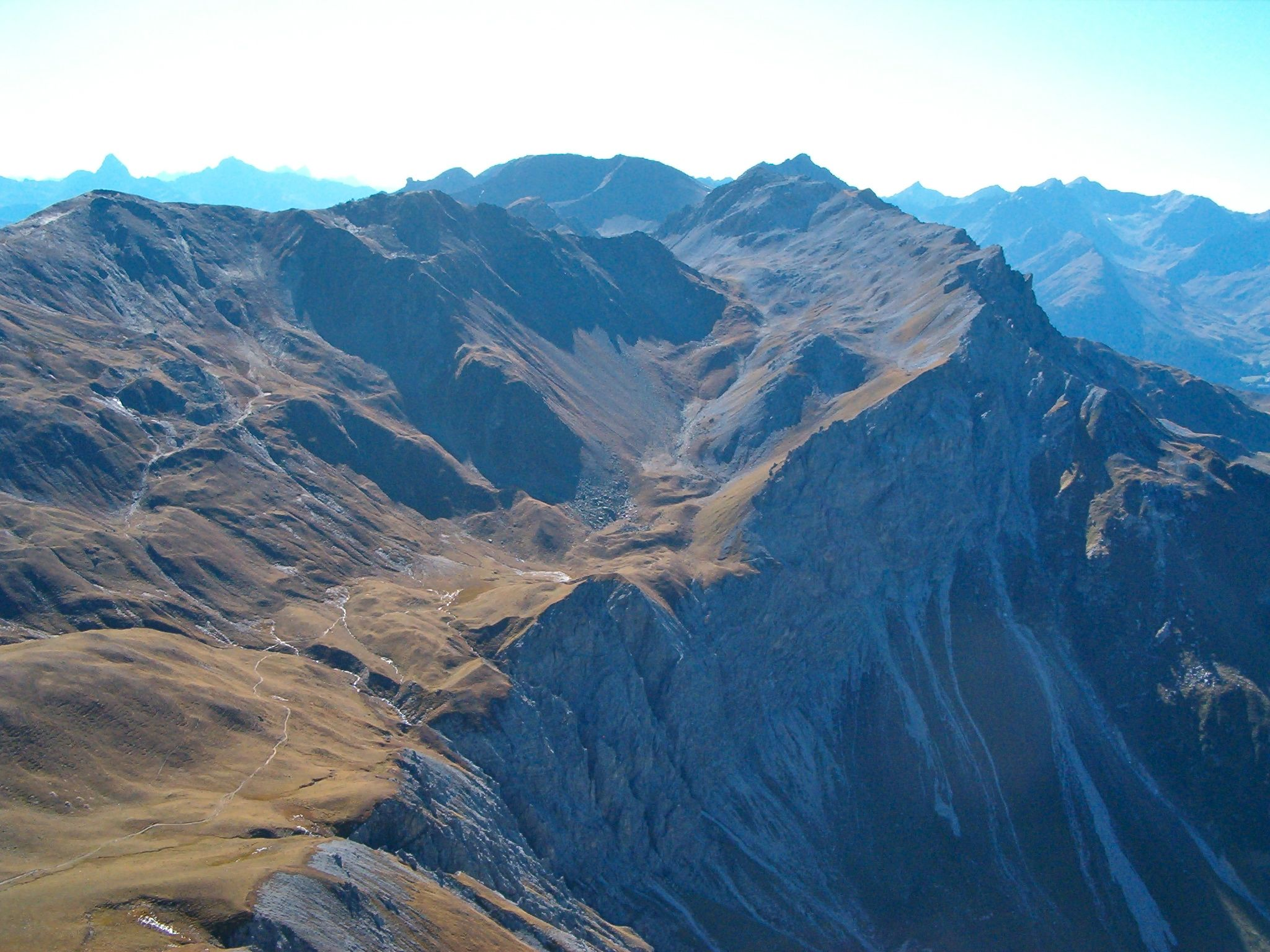
Mederger Flue/Strelakette
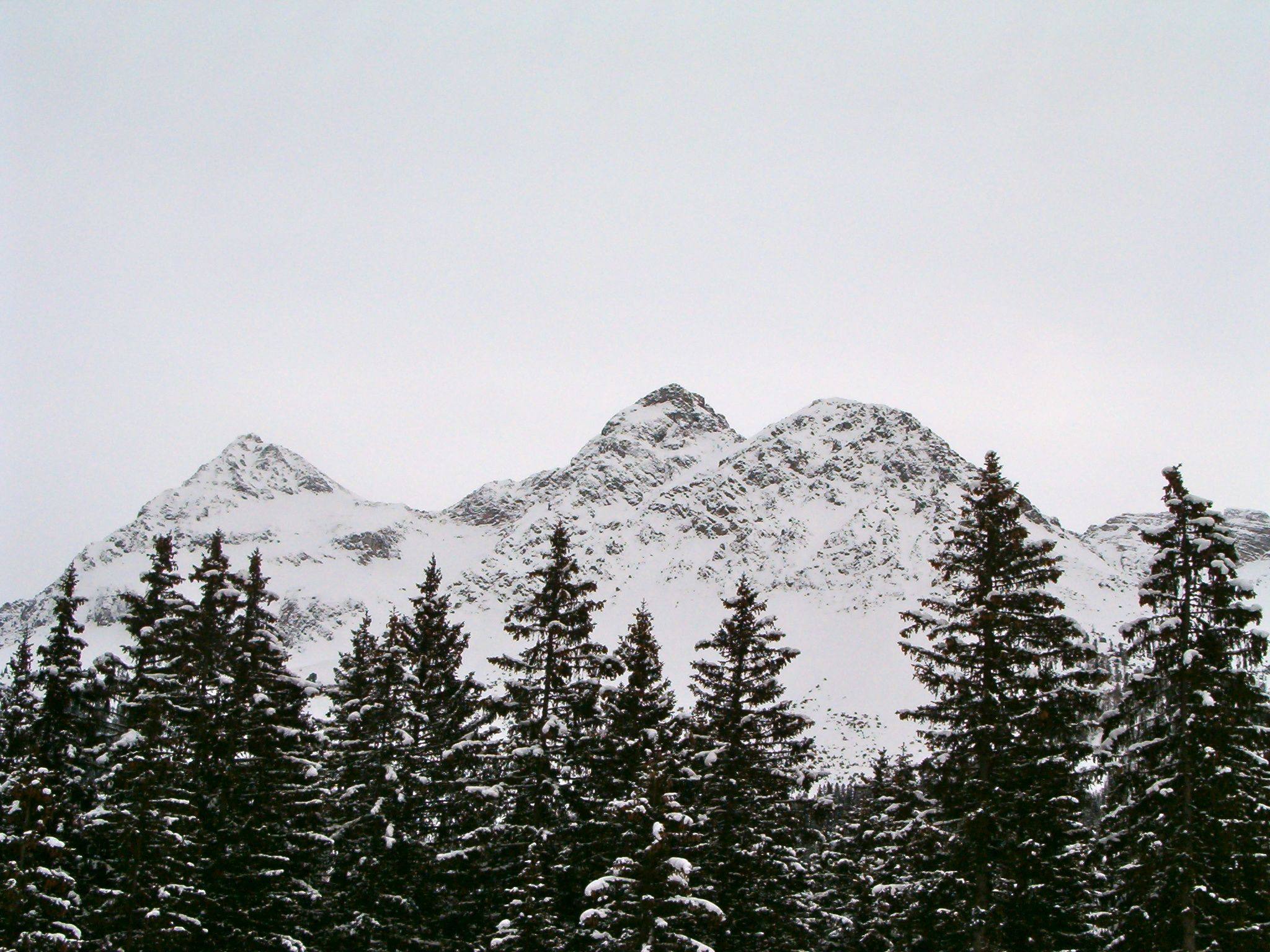
Winterimpression
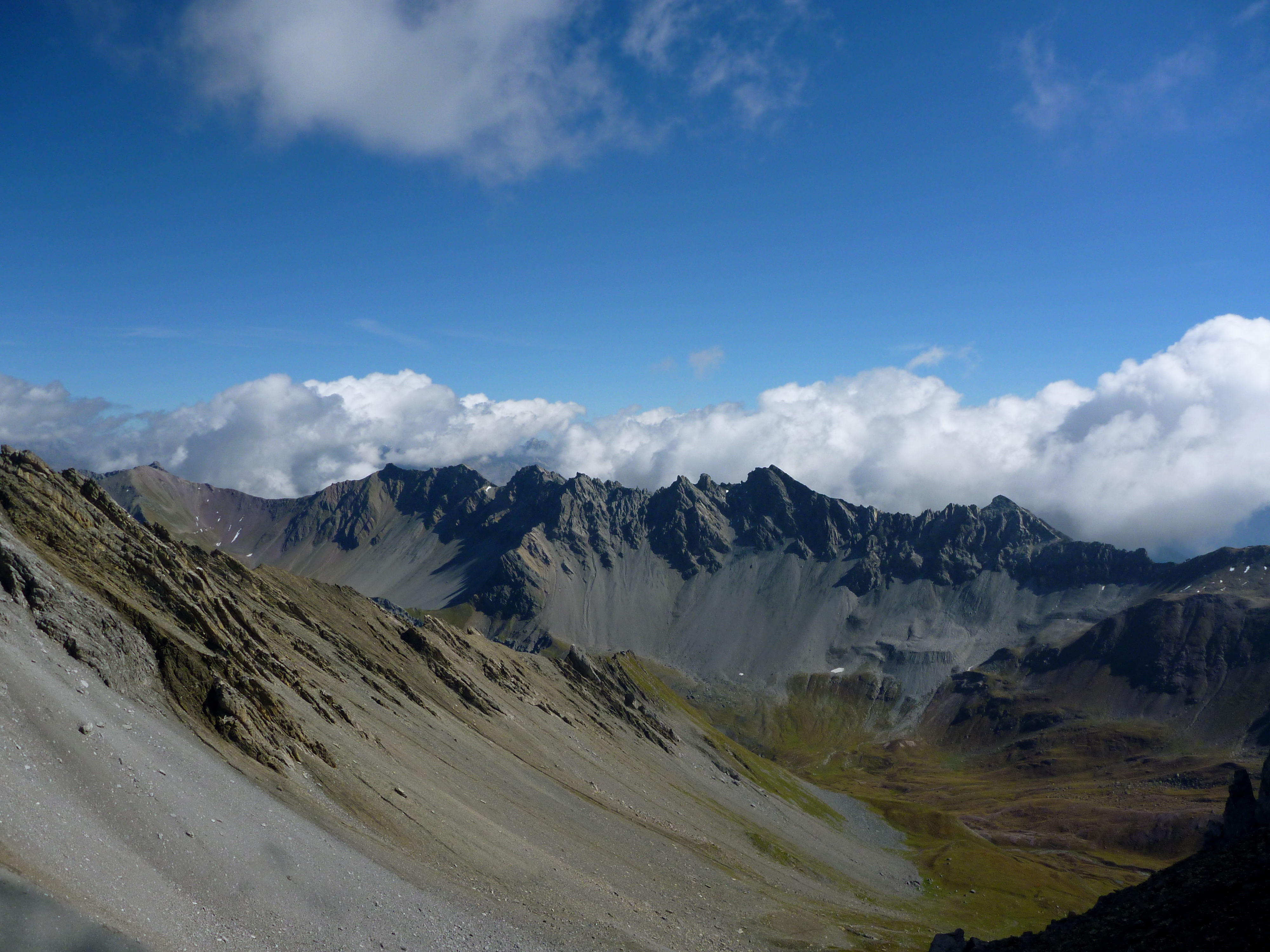
Guggernellgrat, höchster Punkt der Kette